# Oman na Letnich Igrzyskach Olimpijskich 2016
Oman na Letnich Igrzyskach Olimpijskich 2016 w Rio de Janeiro reprezentowało czterech zawodników. Był to 9. start tej reprezentacji na letnich igrzyskach olimpijskich.

## Strzelectwo
| Zawodnik             | Konkurencja                       | Kwalifikacje | Kwalifikacje | Finał | Finał   | Pozycja |
| Zawodnik             | Konkurencja                       | Wynik        | Pozycja      | Wynik | Pozycja | Pozycja |
| -------------------- | --------------------------------- | ------------ | ------------ | ----- | ------- | ------- |
| Hamed Said Al-Khatri | pistolet szybkostrzelny, 50 m (m) | 1138-40x     | 43.          | NQ    | NQ      | 40.     |
| Wadha Al-Balushi     | karabin pneumatyczny, 10 m (k)    | 379          | 26.          | NQ    | NQ      | 20.     |

## Lekkoatletyka
| Zawodnik          | Konkurencja   | Eliminacje | Eliminacje | Ćwierćfinał | Ćwierćfinał | Półfinał        | Półfinał        | Finał           | Finał           |
| Zawodnik          | Konkurencja   | Wynik      | Pozycja    | Wynik       | Pozycja     | Wynik           | Pozycja         | Wynik           | Pozycja         |
| ----------------- | ------------- | ---------- | ---------- | ----------- | ----------- | --------------- | --------------- | --------------- | --------------- |
| Barakat Al-Harthi | Bieg na 100 m | NQ         | NQ         | 10.22       | 3           | Nie dostał się  | Nie dostał się  | Nie dostał się  | Nie dostał się  |
| Mazoon Al-Alawi   | Bieg na 100 m | 12.30      | 3          | 12.43       | 8           | Nie dostała się | Nie dostała się | Nie dostała się | Nie dostała się |